# Miriani Griselda Pastoriza
Miriani Griselda Pastoriza (Loreto, Santiago del Estero, 1939) es una astrónoma, profesora titular en el Departamento de Astronomía del Instituto de Física, en la Universidad Federal de Rio Grande do Sul, y es miembro de la Academia Brasileña de Ciencias. Está naturalizada brasileña.
Una de sus principales contribuciones científicas fue el descubrimiento y caracterización juntamente con el astrónomo argentino José Luis Sérsic sobre las llamadas galáxias Sersic-Pastoriza (también conocidas como galaxias con núcleos peculiares), que son galaxias espirales cuyos espectros de líneas de emisión del núcleo es similar al de las regiones HII normales, con la excepción de que los decrementos de Balmer indicaban gran presencia de enrojecimiento.
En 1970, de manera personal, determinó que el espectro de la galaxia NGC 1566 es variable, lo que resultó un descubrimiento impactante que introdujo un cambio en la disciplina. Continuando con esta línea de investigación Pastoriza, en colaboración con investigadores  internacionales, realizó trabajos sobre variabilidad de luz en otras galaxias, que permitieron mapear la estructura y el tamaño de las regiones centrales de galaxias donde se hospedan los agujeros negros supermasivos.
Pastoriza fue orientadora científica de muchos astrónomos brasileños que hoy son destacados científicos internacionales, incluyendo a Thaisa Storchi Bergmann y a Eduardo Luiz Damiani Bica.
Pastoriza es también una luchadora activa por el cupo femenino en las ciencias. Colabora con la Asociación Latinoamericana de Mujeres Astrónomas, con la que, por ejemplo, reivindican tener guarderías en los observatorios. También participa de un programa en Brasil llamado "Niñas en la ciencia", con el que se reivindica en los colegios el papel de la mujer en la ciencia.

## Formación y actividad académica
En 1965 se graduó en la licenciatura en Astronomía por la Universidad Nacional de Córdoba (siendo la primera mujer en hacerlo en esta casa de altos estudios). En 1968, gracias a una beca de Conicet, realizó una pasantía en el Observatorio Stewart de la Universidad de Arizona y otra en la Universidad de Texas. En esta última institución trabajó con Gerard de Vaucouleurs, uno de los astrónomos más importantes de la época. De regreso a Argentina en 1973, y dirigida por José L. Sérsic, obtuvo el título de Doctora en Astronomía, el segundo en todo el país obtenido por una mujer. Por entonces también comenzó a ejercer la docencia universitaria como Jefa de Trabajos Prácticos en el Observatorio Astronómico de Córdoba  pero en abril de 1976 no le renovaron su cargo como consecuencia de la llamada “Ley de Prescindibilidad”, que le impedía además ser contratada por otra universidad del país, y como también figuraba en una lista de personas “presuntamente peligrosas” difundida por la Junta Militar del gobierno de facto, finalmente en 1978 se exilió en Porto Alegre, Brasil. Allí, el director del Instituto de Física de la Universidad Federal de Rio Grande do Sul, Edemundo da Rocha Vieira, la invitó a liderar un incipiente grupo de investigación en astrofísica. Con este equipo realizó grandes aportes al conocimiento de la evolución química de la Vía Láctea que se vieron reflejados en varios artículos. También trabajó fuertemente para introducir y promover la astronomía extragaláctica como una nueva área de investigación en el Departamento de Astronomía, que a lo largo de los años otorgó prestigio y reconocimiento internacional al Instituto de Física. De 1988 a 1995, realizó una pasantía postdoctoral en el Real Observatorio de Greenwich (Inglaterra), en el Instituto del Telescopio Espacial. En 1997, Pastoriza asumió la dirección y administración del Instituto de Física de la Universidad Federal do Rio Grande do Sul (IF-UFRGS). A través de los años se convertiría en una autoridad a nivel internacional con sus estudios y su aporte a la formación de nuevas camadas: dirigió decenas tesis de doctorado y tesis de maestría y produjo más de 200 artículos científicos, de los cuales más de un centenar ha sido publicado en revistas internacionales con referato y cuentan con más de 3.500 citas de otros autores. Pese al exilio, Pastoriza nunca perdió sus vínculos con el Observatorio Astronómico de Córdoba y continuó colaborando con sus antiguos colegas, además de dirigir varias tesis de doctorado de estudiantes cordobeses.

## Honores y reconocimientos
- En 1995, el Folha do Sao Paulo, uno de los periódicos de mayor tiraje de Brasil, publicó la lista de los 170 investigadores más productivos de ese país en todas las áreas de la ciencia y Pastoriza se encontraba en ese listado.[3]
- Ha alcanzado la máxima categoría para un investigador en Brasil, clasificada como 1A dentro del "Conselho Nacional de Desenvolvimento Científico e Tecnológico" (CNPq).[3]
- Es representante de Brasil en el “Comité Científico Internacional de los telescopios Gemini”.[7]
- También representa a Brasil en el “Consejo Directivo Internacional del Telescopio SOAR”.[7]
- Pertenece al “Consejo Directivo del Observatorio Nacional de Río de Janeiro”.[7]
- Fue nombrada miembro del “Consejo Directivo del Laboratorio Nacional de Astrofísica de Sao Paulo”.[7]
- Cuando la junta directiva de la Sociedad Astronómica Brasileña decidió crear un premio para reconocer las contribuciones sobresalientes en la investigación astronómica, eligió como nombre para éste galardón el de "Premio Miriani Pastoriza".[8]
- En 2007 fue nombrada miembro de la Academia Brasilera de Ciencias.[3]
- En 2008 fue galardonada con la Medalla de Elogio de la Orden Nacional del Mérito Científico de Brasil -uno de los mayores reconocimientos a los que puede aspirar un científico en ese país- por sus contribuciones relevantes a la Ciencia y la Tecnología.[8]
- Desde el 2014 es Profesora Emérita de la Universidad Federal do Rio Grande do Sul.[3]
- El 24 de octubre de 2018, la Universidad Nacional de Córdoba le otorgó el título de Doctora Honoris Causa por sus aportes al campo de la astronomía.[9][10][11]